# Liste nationaler Eishockeymeister 2009
Diese Liste enthält die Landesmeister im Herren-Eishockey der Saison 2008/09 bzw. 2009. Aufgeführt sind nationale Meister der Länder, die Vollmitglied im IIHF sind oder in der IIHF-Weltrangliste geführt werden. Ersatzweise wird der Gewinner der höchsten Profiliga aufgeführt, wenn ein nationaler Meister nicht explizit ermittelt wird (z. B. NHL-Gewinner in Nordamerika oder ALIH-Sieger in Ostasien).

## Deutschland, Österreich und Schweiz
| Wettbewerb                | Meister bzw. Titelträger | Vizemeister           | Absteiger              |
| Deutsche Eishockey Liga   | Eisbären Berlin          | DEG Metro Stars       | Füchse Duisburg        |
| Erste Bank Eishockey Liga | EC KAC                   | EC Red Bulls Salzburg | HC Innsbruck (Rückzug) |
| National League A         | HC Davos                 | Kloten Flyers         | keiner                 |

## Europa
| Land/Meisterschaft | Liganame                           | Meister                      | Finalgegner                     |
| Belarus            | Extraliga                          | HK Junost Minsk              | HK Homel                        |
| Belgien            | Eredivisie                         | HYC Herentals                | Olympia Heist op den Berg       |
| Bulgarien          | A-Gruppe                           | HK Slawia Sofia              | HK ZSKA Sofia                   |
| Dänemark           | AL-Bank Ligaen                     | SønderjyskE Ishockey         | Herning Blue Fox                |
| Estland            | Meistriliiga                       | HK Stars                     | Kohtla-Järve Viru Sputnik       |
| Finnland           | SM-liiga                           | JYP Jyväskylä                | Oulun Kärpät                    |
| Frankreich         | Ligue Magnus                       | Grenoble Métropole Hockey 38 | Diables Rouges de Briançon      |
| Griechenland       | Griechische Eishockeyliga          | Iptameni Pagodromoi Athen    | Paok HC                         |
| Großbritannien     | Elite Ice Hockey League            | Sheffield Steelers           | Nottingham Panthers             |
| Irland             | Irish Ice Hockey League            | Dundalk Bulls                | Dublin Rams                     |
| Island             | Islandsmot Meistaraflokks          | Skautafélag Reykjavíkur      | Skautafélag Akureyrar           |
| Italien            | Serie A1                           | HC Bozen*                    | Ritten Sport                    |
| Kasachstan         | Kasachische Meisterschaft          | Barys Astana                 | Kaszink-Torpedo Ust-Kamenogorsk |
| Kroatien           | Kroatische Meisterschaft           | KHL Medveščak Zagreb         | KHL Mladost Zagreb              |
| Lettland           | Lettische Eishockeyliga            | HK Liepājas Metalurgs        | ASK Ogre                        |
| Litauen            | Litauische Eishockeyliga           | SC Energija*                 |                                 |
| Luxemburg          | Luxemburgische Eishockeyliga       |                              |                                 |
| Niederlande        | Eishockey-Eredivisie (Niederlande) | Tilburg Trappers*            | HYS The Hague                   |
| Norwegen           | GET-ligaen                         | Vålerenga Ishockey           | Sparta Warriors                 |
| Polen              | Ekstraklasa                        | KS Cracovia*                 | GKS Tychy                       |
| Rumänien           | 1. Liga                            | SC Miercurea Ciuc*           | HC Csíkszereda                  |
| Russland           | Kontinentale Hockey-Liga           | Ak Bars Kasan                | Lokomotive Jaroslawl            |
| Schweden           | Elitserien                         | Färjestad BK                 | HV71                            |
| Serbien            | Serbische Eishockeyliga            | HK Partizan Belgrad*         | HK Vojvodina Novi Sad           |
| Slowakei           | Extraliga                          | HC Košice                    | HK 36 Skalica                   |
| Slowenien          | Prva Liga                          | HK Jesenice*                 | HDD Olimpija Ljubljana          |
| Spanien            | Superliga                          | FC Barcelona                 | CG Puigcerdà*                   |
| Tschechien         | Extraliga                          | HC Energie Karlovy Vary      | HC Slavia Prag                  |
| Ukraine            | Wyschtscha Liha                    | HK Sokol Kiew                | Bilyj Bars Browary              |
| Ungarn             | Ungarische Eishockeyliga           | Alba Volán Székesfehérvár*   | Újpesti TE                      |

## Außereuropäische Ligen
| Land/Meisterschaft | Liganame                    | Meister                   | Finalgegner               |
| Asien (JP, CN, KR) | ALIH                        | Nippon Paper Cranes       | Seibu Prince Rabbits      |
| Australien         | AIHL1                       | Adelaide Adrenaline       | Newcastle North Stars     |
| Israel             |                             | HC Herzlia                | HC Ma’alot                |
| Kanada             | Memorial Cup                | Windsor Spitfires         | Kelowna Rockets           |
| Kanada             | Allan Cup                   | Bentley Generals          | Southeast Prairie Thunder |
| Nordamerika        | NHL                         | Pittsburgh Penguins       | Detroit Red Wings         |
| Nordamerika        | AHL                         | Hershey Bears             | Manitoba Moose            |
| Neuseeland         | NZIHL1                      | Canterbury Red Devils     | Southern Stampede         |
| Südafrika          | Interprovincial Tournament1 |                           |                           |
| Türkei             | Superliga                   | Polis Akademisi ve Koleji | Kocaeli B.B. Kağıt SK     |
| Vereinigte Staaten | NCAA                        | Boston University         | Miami University          |

* bezeichnet den jeweiligen Titelverteidiger aus der Vorsaison.

1 Liga wurde im Kalenderjahr 2009 ausgetragen